# Cervo (torrent)
Pour les articles homonymes, voir Cervo.
Le Cervo (en piémontais Sarv ou Serv) est un torrent du Piémont long d'environ 65 kilomètres, principal tributaire de la Sesia. Il traverse les provinces de Biella et de Verceil. Le périmètre de son bassin est de 152 kilomètres et le tronçon montagneux du torrent baigne la Comunità Montana Valle Cervo.

## Géographie

### Parcours

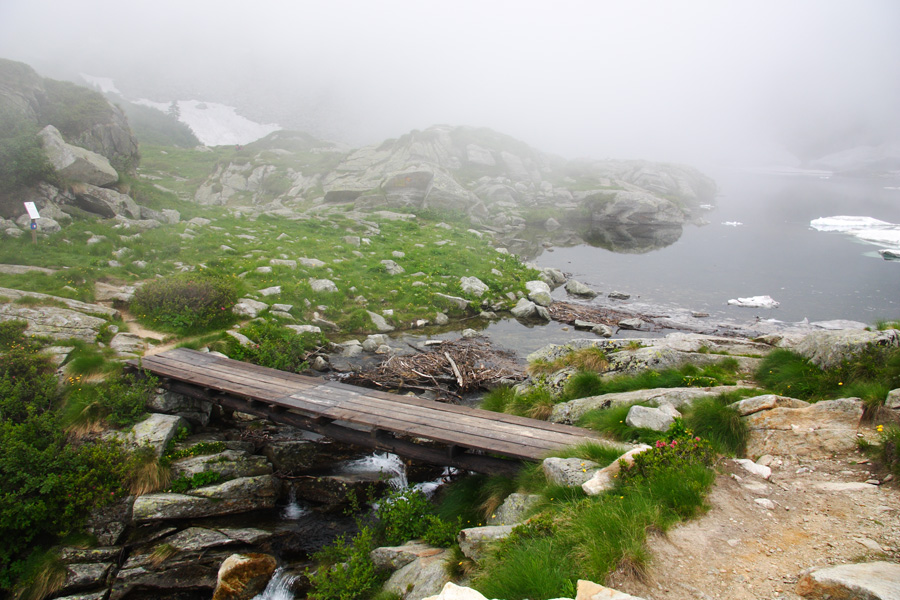
Source du Cervo au Lac de la Vieille.

Le torrent naît dans les Alpes bielloises dans les eaux du Lac de la Vieille et poursuit sa course, baignant de nombreuses communes de la vallée homonyme. Sur ce tronçon, le torrent reçoit l'eau de modestes affluents tels que la Mologna, l'Irogna, la Chiobbia, le Lu Rialet, la Bruma et la Nelva. À proximité des confins entre Tollegno et Biella se jette depuis la rive droite le torrent Oropa. Le Cervo traverse ensuite la partie est du chef-lieu à la hauteur du quartier de Chiavazza. Ici la vallée s'élargit de telle manière que le torrent ralentit sa course et dévie dans le même temps son orientation vers l'est. Rejoint aux environs de la ville de Cossato, le torrent reçoit les eaux de la Strona di Mosso, provenant de la rive gauche.

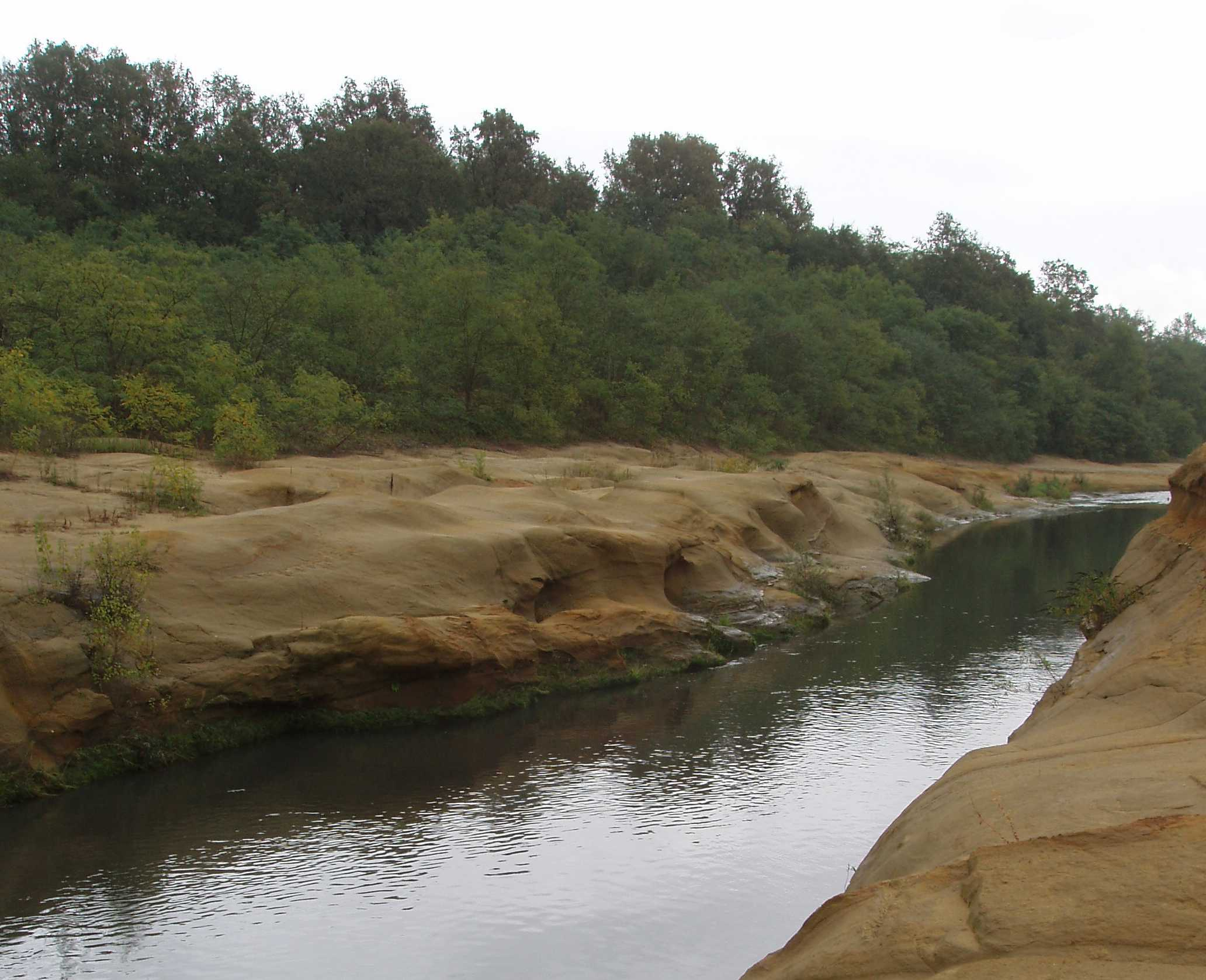
La zone des canyons de sable.

Dans la zone de la confluence, l'érosion a creusé des formations caractéristiques ressemblant à des canyons de sable dans le sable compact et rougeâtre traversé par le lit des deux torrents. Ces dépôts de sable sont ensuite creusés en divers endroits par l'action érosive des cailloux transportés par le courant qui produit des tas de sable, proche du mécanisme de formation des tas de sable présent dans les torrents de montagne.

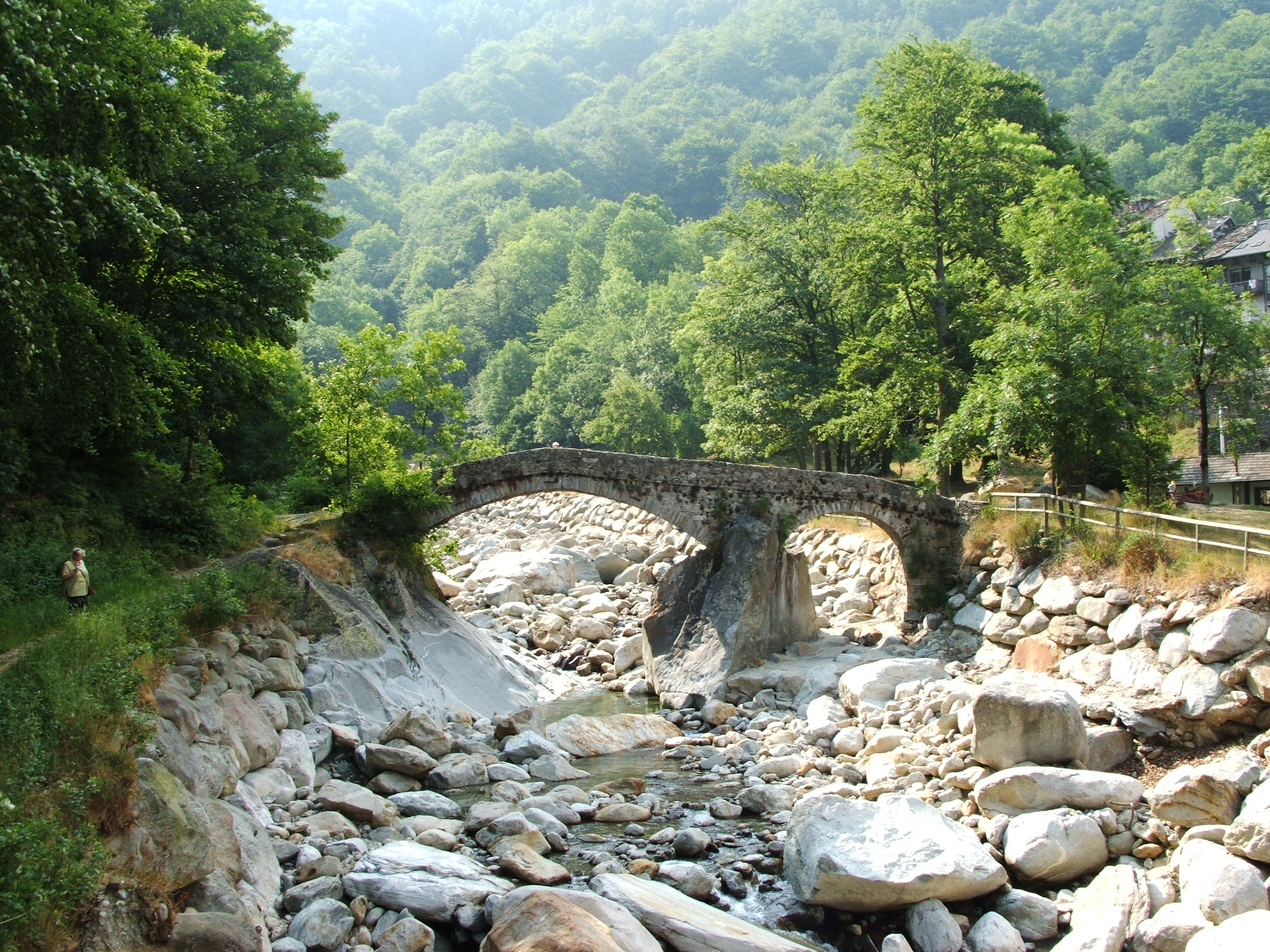
Pont sur le Cervo près de Piedicavallo.

En traversant ensuite Castelletto Cervo, il reçoit l'apport hydrique de l'Ostola et pénètre dans la plaine vercellienne et dans la province homonyme récupérant au passage peu après les eaux du Guarabione. Dans cette zone, le cours du Cervo se dirige dans la direction du Sud-Est, une orientation qu'il conservera jusqu'à sa confluence avec la Sesia. Dans le territoire vercellois, le torrent s'enrichit considérablement par la contribution de nombreux cours d'eau et canaux mineurs, il est en ces lieux creusé par le Canal Cavour et par l'Autoroute A4. Près de Collobiano, le torrent s'enrichit d'apports hydriques plus importants : sur sa rive gauche, les torrents Rovasenda et Marchiazza et surtout sur sa rive droite, l'Elvo, son principal affluent, si bien que sa portée dans ce tronçon dépasse celle de nombreux fleuves italiens. Enfin se poursuit paresseusement le chemin du torrent vers la confluence avec la Sesia, à laquelle il fournit une importante contribution hydrique, confluence qui se situe à 132 mètres d'altitude entre les communes de Caresanablot et de Vercelli.

### Principaux affluents
Sur la rive droite :
- Mologna (Mologne) : prend sa source à la pointe des Trois-Évêques et se jette dans le Cervo à Piedicavallo.
- Chiobbia : prend sa source sur le flanc occidental du Mont Bo et se jette dans le Cervo à Montesinaro.
- Nelva : prend sa source au sud du Mont Casto et, après avoir récolté les eaux de la Sobbia, se jette dans le Cervo à Andorno.
- Strona di Mosso, 23 km
- Ostola, 25,5 km
- Guarabione
- Rovasenda, 37,8 km
- Marchiazza

Sur la rive gauche :
- Irogna : prend sa source entre le Mont Crest et le mont des Pierres-Blanches et conflue au Cervo 1 km à l'ouest de Piedicavallo.
- Pragnetta : prend sa source au nord de la Pointe Gran Gabe et, après avoir baigné le vallon de Gragliasca, se jette dans le Cervo à Rosazza
- Oropa, 13,5 km
- Roggia Drumma et Roggia Ottina : récoltent les eaux provenant des barrages de Candelo et de Benna puis descendent en direction du sud-est. Dans la commune de Buronzo, ces deux cours d'eau s'unissent alors et peu après confluent au Cervo.
- Elvo[1], 58,5 km

## Histoire
Malgré la notable platitude près de la Foce (environ 22 m3/s), le Cervo est un cours d'eau à régime typiquement torrentiel créant de nombreuses crues tardives au printemps (causées par la fonte des neiges sur les Alpes bielloises) et surtout automnales, dues à la pluie, qui peuvent causer bon nombre de dommages, comme ce fut le cas en 1968 et en 2002.
En été il est par contre plutôt calme, s'asséchant même par endroits à cause de l'importante exploitation de ses eaux.

## Environnement

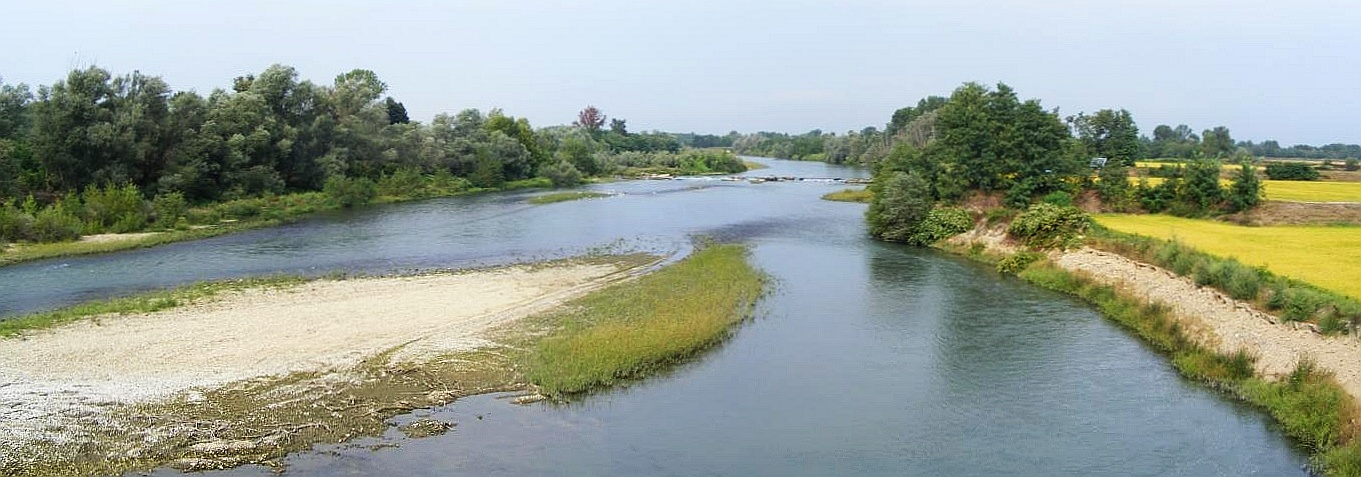
Le Cervo depuis le pont de Quinto Vercellese.

La composition de la faune du Cervo est plutôt mince. Ceci semble s'expliquer par la théorie selon laquelle les diverses activités antropiques telles que prélèvements hydriques et altérations biochimiques des eaux auraient empêcher la faune de s'implanter durablement. Dans les tronçons montagneux du torrent près de Biella, on a cependant recensé des populations de Salmo trutta fario tandis que dans la vallée le torrent est peuplé principalement de vairons, d'alborelles et de chevesnes.
Le statut environnemental de ses eaux (indice SACA) a été classifié en 2002 par le Piémont comme « bon » jusqu'à Passobreve (Sagliano Micca) et comme « suffisant » de Biella à sa confluence avec la Sesia. Cette différence qualitative des eaux est due aux impacts anthropiques rappelés plus haut.
Le Cervo est classé comme cours d'eau de catégorie « A » (du fait de la présence dans ses eaux de salmonidae) de sa source jusqu'à Biella (Haute Vallée du Cervo) et de catégorie « B » (du fait de la présence dans ses eaux de cyprinidae) pour son parcours dans la vallée vercelloise.

## Sources
- (it) Cet article est partiellement ou en totalité issu de l’article de Wikipédia en italien intitulé « Cervo (torrente) » (voir la liste des auteurs).